# Black Beatles
Singles de Rae Sremmurd
Look Alive
(2016) Real Chill
(2016)
Singles par Gucci Mane
Pick Up the Piece
(2016) Bling Blaww Burr
(2016)
Black Beatles est une chanson du groupe de rap américain Rae Sremmurd avec la collaboration de Gucci Mane. C'est le troisième single tiré de l'album SremmLife 2, également sorti en 2016. Le titre s'est classé dans de nombreux classements nationaux et s'est positionné à la première place au Billboard Hot 100.

## Clip
Le clip de Black Beatles est réalisé par Motion Family, il est publié sur le compte Vevo du groupe le 22 septembre 2016.

## Reprise et usage dans la culture populaire
Rapidement après sa sortie, la chanson a été le sujet du Mannequin Challenge, consistant à produire une vidéo en mouvement montrant des sujets immobiles.
En novembre 2016, Nicki Minaj et Mike Will Made It ont publié le titre Black Barbies qui reprend l'instrumentale de Black Beatles.
La chanson est présente dans l'épisode 8 de la 3e saison de la série télévisée Empire.

## Classements et certifications
| Pays et classement (2016)               | Meilleure position |
| --------------------------------------- | ------------------ |
| Allemagne (Media Control AG)            | 8                  |
| Australie (ARIA)                        | 3                  |
| Australie Urban (ARIA)                  | 1                  |
| Autriche (Ö3 Austria Top 40)            | 13                 |
| Belgique (Flandre Ultratop 50 Singles)  | 9                  |
| Belgique (Wallonie Ultratop 50 Singles) | 22                 |
| Canada (Hot 100)                        | 3                  |
| Danemark (Tracklisten)                  | 2                  |
| Écosse (OCC)                            | 4                  |
| Espagne (PROMUSICAE)                    | 3                  |
| États-Unis (Hot 100)                    | 1                  |
| États-Unis (R&B/Hip-Hop Songs)          | 1                  |
| États-Unis (Dance Club Songs)           | 35                 |
| États-Unis (Pop Airplay)                | 16                 |
| États-Unis (Rhythmic Songs)             | 3                  |
| Finlande (Suomen virallinen lista)      | 2                  |
| France (SNEP)                           | 2                  |
| Hongrie (Single Top 40)                 | 15                 |
| Indonésie (ASIRI)                       | 1                  |
| Irlande (IRMA)                          | 3                  |
| Israël (Media Forest)                   | 8                  |
| Italie (FIMI)                           | 16                 |
| Norvège (VG-lista)                      | 2                  |
| Nouvelle-Zélande (RMNZ)                 | 1                  |
| Pays-Bas (Nederlandse Top 40)           | 13                 |
| Pays-Bas (Single Top 100)               | 6                  |
| Portugal (AFP)                          | 3                  |
| Tchéquie (IFPI Singles Digitál)         | 7                  |
| Royaume-Uni (UK Singles Chart)          | 2                  |
| Royaume-Uni (UK R&B Chart)              | 1                  |
| Slovaquie (IFPI Rádio)                  | 7                  |
| Suède (Sverigetopplistan)               | 3                  |
| Suisse (Schweizer Hitparade)            | 4                  |

| Pays et classements (2016)           | Position |
| ------------------------------------ | -------- |
| Royaume-Uni - UK Singles Chart (OCC) | 95       |

| Pays                    | Certification | Ventes certifiées                |
| ----------------------- | ------------- | -------------------------------- |
| Australie (ARIA)        | 3 × Platine   | 210 000                          |
| Nouvelle-Zélande (RMNZ) | Or            | 15 000                           |
| Royaume-Uni (BPI)       | Platine       | 600 000                          |
| États-Unis (RIAA)       | 7 × Platine   | 7 000 000                        |
| France (SNEP)           | Platine       | 20 000 000(équivalent streaming) |